# Château de Lugny
Ne doit pas être confondu avec Château de Vault-de-Lugny.
Le château de Lugny est situé sur le territoire de la commune de Lugny en Saône-et-Loire, à l'ouest du bourg et au pied de la montagne du Château qui le surplombe.
Ce qu'il restait de ce château incendié en 1789, dont une partie était la propriété du docteur Paul Jacques dans l'entre-deux-guerres, fut transformé en école privée avec internat en 1946, à l'initiative du père Joseph Robert (1898-1987), prêtre nommé curé-archiprêtre de Lugny en 1935 et fondateur d'une communauté pastorale (la cure de Lugny avait été installée au château en 1910). Soixante-dix-neuf ans plus tard, les lieux sont toujours partiellement occupés par cette école, devenue le groupe scolaire privé « La Source ».
La quasi totalité des bâtiments composant ce qu'il reste du château sont la propriété de l'association « Les Foyers communautaires » fondée en décembre 1946, qui y a son siège (la Maison des Foyers).

## Description
Au Moyen Âge, le château de Lugny, flanqué de plusieurs tours et doté d’un donjon de plan carré « fort élevé et très beau », était ceint de fossés remplis d'eau grâce à la source de la Bourbonne – source dite « des Eaux bleues » – qui jaillit au pied de la montagne du Château.
« Le château est flanqué de quatre tours, il est assez irrégulier. Le seigneur qui l'occupe est baron de cette contrée, ce château est dans un bas, à côté d'une montagne assez haute, les terrasses règnent sur tout le bourg. » a écrit le curé de Lugny au milieu du XVIIIe siècle.
Toutefois, il ne reste qu'une petite partie de cet imposant château (dans lequel se rendait toujours en 1789 « la justice de la baronnie de Lugny et dépendances ») : il fut en effet incendié dans les derniers jours de juillet 1789, durant la Grande Peur.

### Tours d'entrée et bâtiments adjacents
Du château d'avant la Révolution française, il ne reste aujourd'hui que les deux tours rondes d'entrée (à trois étages) traditionnellement datées du XIVe siècle et une partie des communs, bâtiments correspondant pour l’essentiel à ceux de l’ancienne basse-cour de la demeure seigneuriale et formant un quadrilatère.
À chacune des deux tours d’entrée est accolé un étroit bâtiment. Ceux-ci, implantés perpendiculairement l’un à l’autre, sont couverts de hautes toitures à croupes en tuiles plates. La toiture du bâtiment accolé à la tour d’entrée du nord-est (celle de droite) est percée dans la croupe d’une lucarne dominant une tourelle circulaire dans œuvre amortissant l’angle entre le bâtiment et la tour.

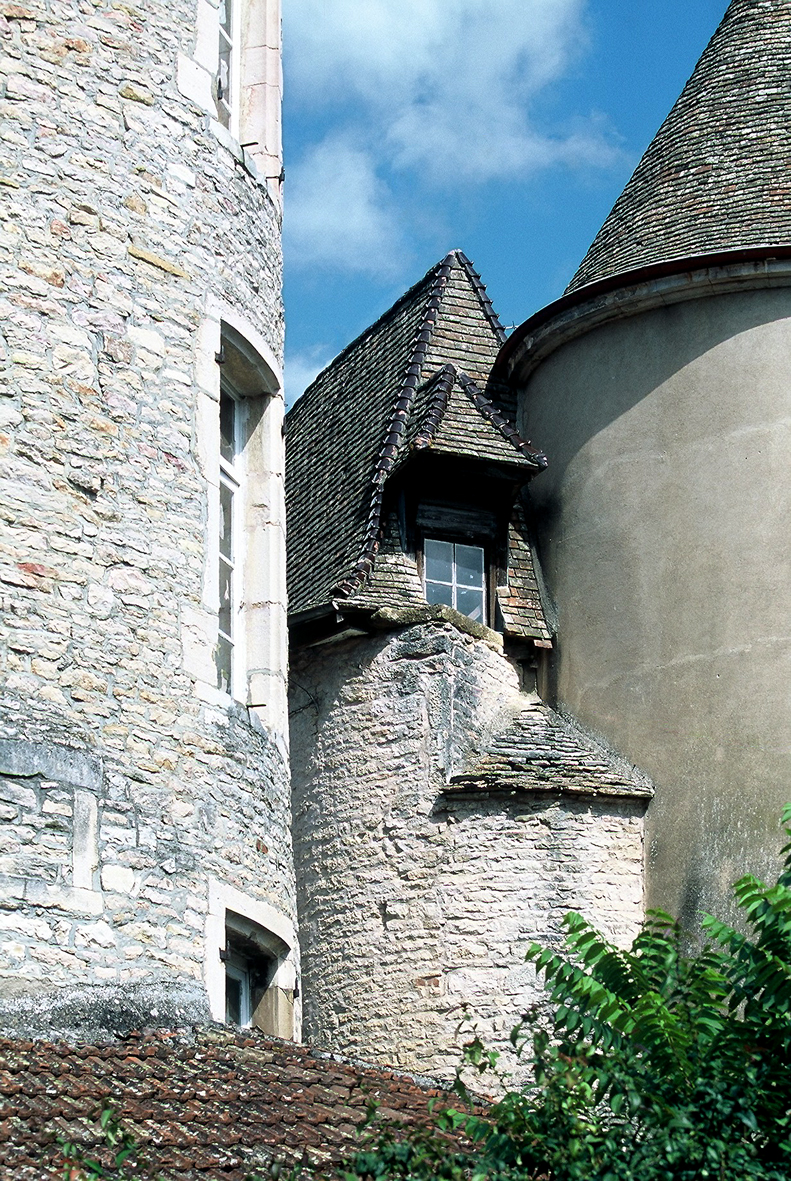
L'entrée du château de Lugny (détail, photo prise en 2004).

Passées les deux tours d’entrée — qui flanquaient autrefois une porte avec pont-levis aujourd’hui disparue et qui ont conservé plusieurs canonnières réparties sur différents niveaux — on découvre sur la gauche trois ouvertures à arcades partiellement murées rappelant la « porterie », l’ancienne conciergerie du château.
Sur la droite sont visibles deux élégantes baies et leurs arcs en plein cintre moulurés puis l'entrée des anciennes écuries du château – traditionnellement datées du XVIe siècle — auxquelles donne accès une porte avec un arc en anse de panier.

### Corps de bâtiment disparu
Le bâtiment dans lequel résidaient les seigneurs de Lugny, cantonné de tours et comportant un haut donjon, s’élevait autrefois sur le terre-plein situé entre l’actuelle place de l’Église et la montagne du Château. Incendié dans la nuit du 27 au 28 juillet 1789, il a entièrement disparu et seules subsistent de cette construction la base d'une tour circulaire et, sur quelques dizaines de mètres, une petite partie de l’ancienne muraille.
L’ensemble, qui comprenait notamment une grande salle, de nombreuses chambres, une salle du trésor sous forme de « cabinet voûté » renfermant les « livres à terriers [...] contenant les redevances et droits seigneuriaux qui sont dus à ladite maison de Lugny » et une chapelle, était dominé par un donjon que le curé de Lugny évoquait en ces termes au milieu du XVIIIe siècle : « Dans l’intérieur du château est une tour quarrée à girouëtte extrêmement haute. Il y a une horloge qui en fait la décoration […]. »
Le terre-plein évoqué ci-dessus, de nos jours dépourvu de toute construction, est régulièrement le lieu d’effondrements témoignant de pièces existant encore sous la surface du sol, comme l’ont notamment relaté plusieurs anciens élèves de l’école privée : « Je me souviens qu’un jour le ballon avec lequel nous jouions avait été expédié un peu trop loin… et que nous l’avions retrouvé en un endroit où le sol s’était effondré, laissant deviner une maçonnerie de pierre que j’ai gardée en mémoire, vestiges enterrés d’une ancienne voûte renvoyant évidemment à la maison forte des seigneurs de Lugny. » Le dernier de ces effondrements s’est produit en 2018, et a permis les observations attentives d’un spéléologue : « Cet effondrement a mis en évidence l’existence d’une salle voûtée, dont il ne subsiste qu’une petite partie, le reste étant écroulé. Ce qui reste de cette petite salle basse mesure environ quatre mètres de long sur trois de large. La voûte, en anse de panier, est bâtie de pierres calcaires grossièrement équarries, disposées sans soin et à joints vifs. »

### Chapelle seigneuriale
Non loin des tours de la maison forte, dans le transept sud de l’ancienne église paroissiale (bâtie à l’époque romane mais démolie en 1823 pour être remplacée par l’église actuelle), se
trouvait « la chapelle et oratoire de long temps et antiquité construit tout proche le château et maison forte de Lugny, joignant et tenant devers midy à l’église dudict lieu et appelé la chapelle du château », desservie par deux chapelains et qui existait déjà en 1493 « pour la sépulture des seigneurs et dames de Lugny, tout proche le chasteau » et placée sous le vocable de saint Nicolas, saint Claude, saint Georges et sainte Catherine. Le dernier seigneur de Lugny à y avoir été ensépulturé fut Melchior-Esprit de La Baume, marquis de Saint-Martin et treizième comte de Montrevel, baron de Lugny, mestre de camp de cavalerie en 1704 puis brigadier des armées du roi en 1719 et maréchal de camp en 1734, mort en son hôtel de Mâcon le 13 janvier 1740 et dont le corps fut aussitôt transporté « dans la terre de Lugny pour y être inhumé dans la chapelle de ses ancêtres ».

## Seigneurs et dames de Lugny
Des origines à la Révolution française, quatre familles nobles possédèrent successivement le château de Lugny, la transmission de la terre de Lugny se faisant à chaque fois par mariage :
- la maison de Lugny (des origines à la seconde moitié du XVIe siècle) ;
- la maison de Chabot (par mariage en 1558 de Françoise de Lugny avec François Chabot) ;
- la famille de Saulx (par mariage en 1579 de Catherine Chabot avec Jean de Saulx) ;
- la maison de La Baume (par mariage en 1647 de Claire-Françoise de Saulx avec Charles-François de La Baume).

### Famille de Lugny

Armes de la famille de Lugny.

La branche aînée de cette maison noble s’éteignit dans la seconde moitié du XVIe siècle avec Jean III de Lugny, « dernier héritier mâle de la maison de Lugny », dont les ancêtres – si on s'en tient à la généalogie établie par Samuel Guichenon dans son Histoire de Bresse et de Bugey parue à Lyon en 1650 – furent successivement :
- Josserand de Lugny, chevalier, époux de Marguerite, dame de Pizay (il était vivant en 1340, et testa en 1368) ;
- Jean de Lugny, chevalier, époux de Jeanne, dame de Nanton et de Ruffey ;
- Jacques de Lugny, chevalier, époux le 27 juin 1431 de Catherine de Dyo (né vers 1402) ;
- Liébaud de Lugny, chevalier, époux le 26 février 1467 d'Agnès de Lévis (dont il eut Jean II qui suit) puis de Philiberte (ou Marguerite ?) de Saint-Trivier, dame en partie de Branges (il vivait encore en 1495) ;
- Jean II de Lugny, chevalier, époux le 24 février 1505 de Catherine de Rossillon.

Jean III de Lugny, fils de Jean de Lugny et de Catherine de Rossillon, chevalier, seigneur de Lugny, était aussi comte de Brancion en tant que seigneur engagiste, baron de Saint-Trivier (Saint-Trivier-en-Dombes, aujourd’hui Saint-Trivier-sur-Moignans, dans l'Ain), de Branges, de Blaignac, de Lessard et de Sagy. Il épousa en premières noces le 8 mai 1530 Catherine de Saint-Trivier et de Branges pour moitié. Hormis Edmonde, aucun de leurs enfants ne leur survécurent, notamment pas Aimé-Charles, comte de Brancion, baron de Branges, de Blaignac, de Lessard-en-Bresse et de Sagy (mort sans alliance). Le 25 avril 1542, Jean de Lugny se maria en secondes noces avec Françoise de Polignac, déjà plusieurs fois mariée, qui lui donna Françoise, future dame de Lugny, femme de François Chabot et belle-mère de Jean de Saulx. Jean de Lugny donna le 4 mars 1539 l’aveu pour sa « terre et seignorie » de Lugny qu’il déclarait tenir « rière le Roy, en son bailliage de Masconnoys, en foy et hommage, en toute justice haulte moyenne et basse, mère mixte et impère, à charge de comparoir au rière-ban audict lieu de Mascon et y faire le debvoir et service tel qu’il luy plaira commander », à savoir huit cents livres de rente, « sur quoy fault distraire la terre et seignorie de Bissy-la-Masconnoyse, tenue de Monseigneur l’évesque de Mascon, de la valleur de deux cents livres tournoys de rante annuelle » et « les diesmes en ladicte terre et seignorie de Lugny, tant de bled que de vin, que ledict seigneur tient en foy et hommage dudit seigneur évesque, de valleur et estimation chascun an de la somme de cent livres tournoys ». Il testa le 25 avril 1552.
En 1558, Françoise de Lugny, dame de Lugny, fille et héritière de Jean III de Lugny, épousa François Chabot, fils cadet de l'amiral Philippe Chabot, marquis de Mirebeau et comte de Charny, baron de Brion et de Fontaine-Française, chevalier des ordres du roi, et la seigneurie de Lugny passa de la maison de Lugny à la famille Chabot (originaire du Poitou).

### Famille Chabot

Armes de la famille de Chabot.

Ancienne famille du Bas-Poitou, dont l'origine remonte au XIe siècle.
Deux de ses membres possédèrent successivement la terre de Lugny : 
- François Chabot, qui épousa Françoise de Lugny en 1558 (voir ci-dessus) ;
- Catherine Chabot (morte en 1587), dame de Lugny, fille unique et héritière des précédents, qui épousa en 1579 Jean de Saulx (1555-1629), vicomte de Tavannes (Aisey-sur-Seine), baron de Sully et d’Igornay.

### Famille de Saulx

Armes de la famille de Saulx.

La famille de Saulx puis de Saulx-Tavannes, illustre et ancienne maison de Bourgogne que l'on fait remonter au XIe siècle, a fourni de grands généraux à la France ainsi que de hauts dignitaires à l'Église. 
Elle tire son nom du château de Saulx-le-Duc, en Côte-d'Or, forteresse que cette maison possédait déjà au XIIe siècle.
Trois de ses membres possédèrent successivement la terre de Lugny : 
- Jean de Saulx (1555-1629), qui épousa Catherine Chabot en 1579 (voir ci-dessus) ;
- Charles de Saulx (mort en 1629), fils du précédent, dénommé le « marquis de Lugny », qui fut bailli du Mâconnais ;
- Claire-Françoise de Saulx, fille et héritière du précédent, qui épousa en 1647 Charles-François de La Baume, marquis de Saint-Martin.

### Famille de La Baume de Montrevel

Armes de la famille de La Baume de Montrevel.

La famille de La Baume — parfois La Beaume, dite La Baume de Montrevel ou La Baume-Montrevel — était une famille noble française originaire de la Bresse. Ses premiers membres sont mentionnés dès le XIIe, avec une filiation suivie à partir du XIVe siècle. 
Elle s'est éteinte en 1794 avec la décapitation du maréchal des camps et armées du roi Florent-Alexandre-Melchior de La Baume. 
Cette famille a donné deux cardinaux-archevêques de Besançon, deux grands maîtres des arbalétriers de France, deux maréchaux de France, un maréchal et un amiral de Savoie, un régent de Savoie et un tuteur du comte Aimé IV, un vice-roi de Naples, dix-sept gouverneurs et lieutenants de province, deux chevaliers de l'ordre de Saint-Michel sous Louis XII et François Ier, deux de l'ordre du Saint-Esprit, quatre de l'ordre de la Toison d'or et quatre de l'ordre de l'Annonciade.
Trois de ses membres furent successivement seigneurs de Lugny :
- Charles-François de La Baume (mort au château de Lugny le 2 mai 1666), qui épousa Claire-Françoise de Saulx en 1647 (voir ci-dessus) ;
- Melchior-Esprit de La Baume (mort en son hôtel de Mâcon le 13 janvier 1740 et inhumé à Lugny), petit-fils du précédent, marquis de Saint-Martin, comte de Montrevel et baron de Lugny ;
- Florent-Alexandre-Melchior de La Baume (1736-1794), marquis de Saint-Martin, quatorzième et dernier comte de Montrevel, comte du Saint-Empire, baron de Lugny.

## Historique

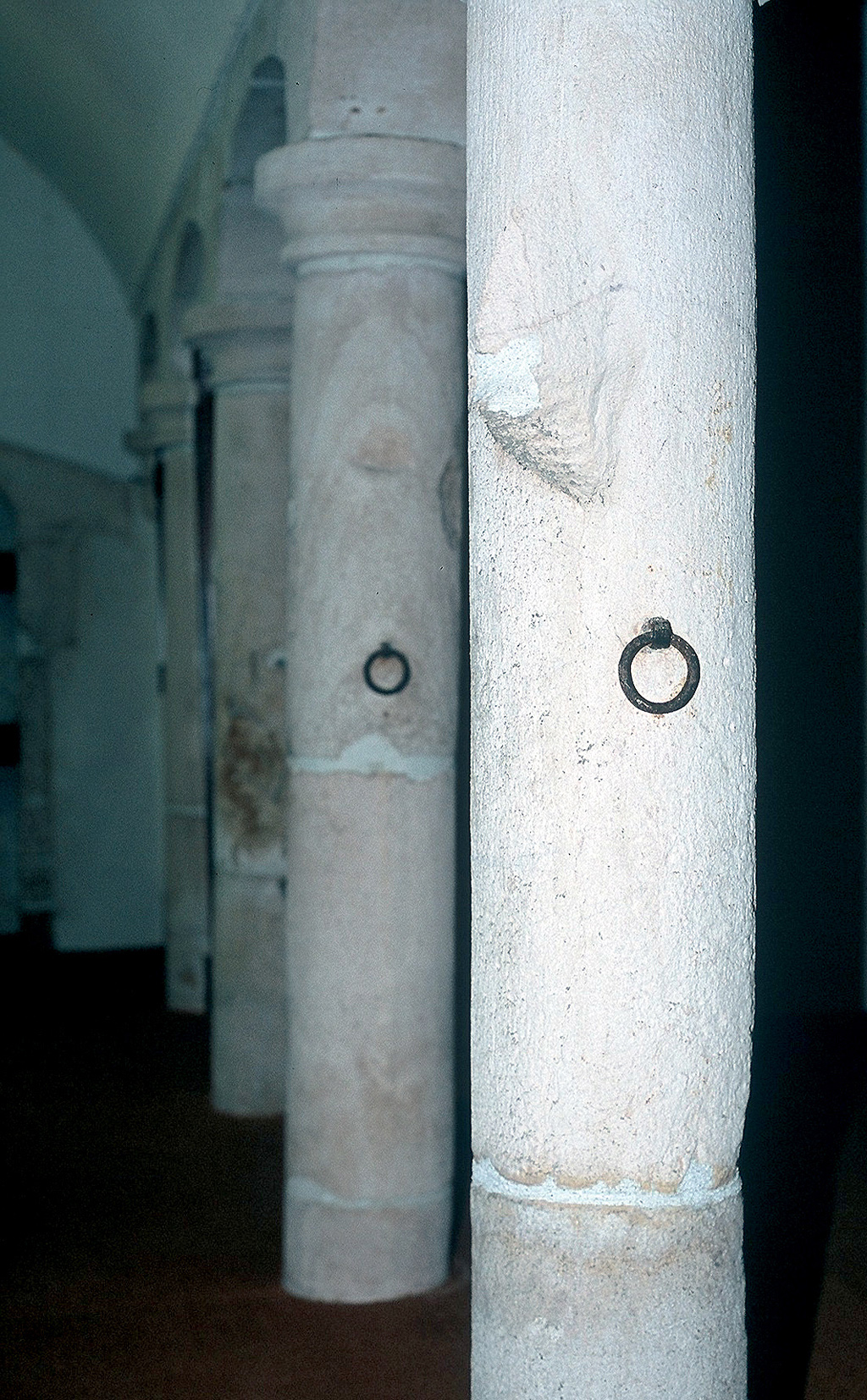
Une partie des colonnes soutenant les voûtes des anciennes écuries.

Lugny fut au Moyen Âge le berceau d’une maison de chevalerie – la maison de Lugny – dont la devise était « Le content est riche » et au sujet de laquelle un vieux proverbe bourguignon disait « N’est oyseau de bon nid qui n’a plume de Lugny ». 
Celle-ci s’éteignit en ligne directe au milieu du XVIe siècle avec Jean III de Lugny (qui testa en 1552, mourut peu après, et ne laissa qu'une fille) et la seigneurie passa dès lors, successivement, par mariage, entre les mains de trois autres prestigieuses familles nobles.
En 1558, Françoise de Lugny, dame de Lugny, épousa François Chabot, fils cadet de l'amiral de Brion (Philippe Chabot).

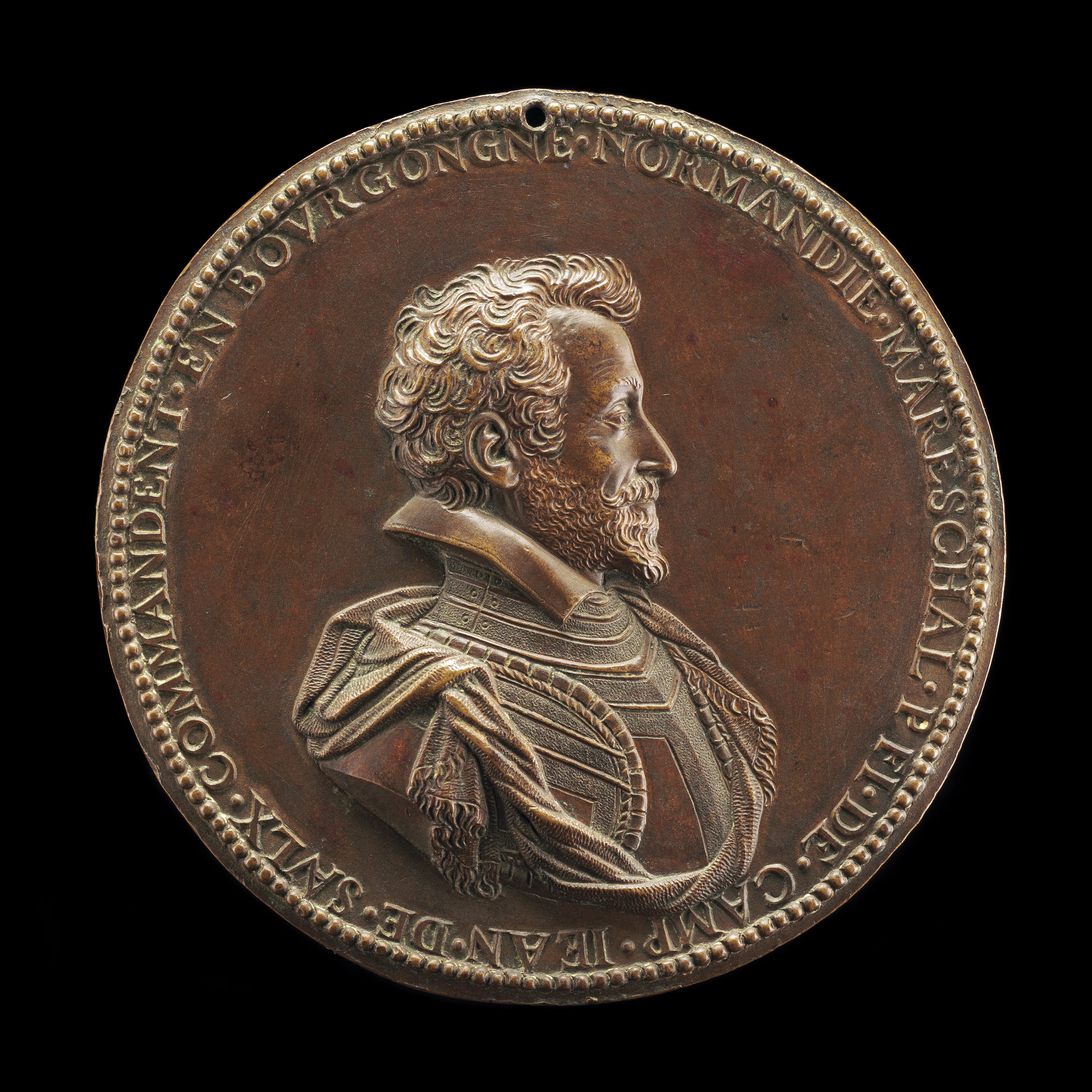
Jean de Saulx (1555-1629).

Vingt ans plus tard, en 1579 : Catherine Chabot, dame de Lugny, épousa Jean de Saulx, vicomte de Tavannes (et vicomte de Lugny par sa femme) ; ligueur forcené comme son père Gaspard de Saulx, il était le fils cadet du maréchal de Tavannes (son frère aîné, Guillaume II de Saulx-Tavannes, catholique modéré et partisan d'Henri III puis de Henri IV, avait épousé autre Catherine Chabot, fille de Léonor Chabot-Charny, le frère aîné de François Chabot ci-dessus : les deux cousines germaines homonymes ont ainsi épousé les deux frères ennemis !).
Au début du XVIIe siècle, Charles de Saulx est « marquis de Lugny » (il sera bailli du Mâconnais de 1626 à sa mort en 1629). En 1647, Claire-Françoise de Saulx, fille et héritière du précédent, épousa Charles-François de La Baume, comte de Montrevel, mort au château de Lugny le 2 mai 1666.
À la fin du XVIIe siècle, Jacques-Marie de La Baume, fils des précédents, né au château de Lugny le 20 août 1649, 11e comte de Montrevel, comte de Brancion et marquis de Saint-Martin, était baron de Lugny (fait brigadier des armées du roi le 30 mars 1693, il sera tué quatre mois plus tard, le 29 juillet, lors de la bataille de Neerwinden). Au début du XVIIIe siècle : Melchior-Esprit de La Baume, deuxième fils du précédent, treizième comte de Montrevel, était baron de Lugny.
1740 : Florent-Alexandre-Melchior de La Baume (né en 1736), quatorzième et dernier comte de Montrevel, fils du précédent, est le dernier seigneur de Lugny ; il sera mis à mort à Paris, place de la Révolution, le 19 messidor an II (7 juillet 1794), avec cinquante-huit autres condamnés.
En 1786, par acte du 20 mai, les « revenus de la baronnie de Lugny » furent affermés pour la dernière fois, le bail de neuf ans « fait et convenu moyennant le prix et somme de 5300 livres par an » portant notamment sur le « gros domaine appelé la Grosse Grange situé au bourg de Lugny » ainsi que sur la « grande dixme sur les bleds, menüs grains et vins croissant dans la paroisse de Lugny et ses hameaux, tous les bleds et menüs grains à la onzième gerbe et les vins à l’onzième benne ». 
En 1789, le château de Lugny, devenu au XVIIIe siècle relais de chasse des comtes de Montrevel, fut le premier du Mâconnais à être incendié par les « Brigands » – des paysans et artisans révoltés – lors des troubles qui, à la fin de juillet, pendant la Grande Peur, agitèrent le Haut-Mâconnais, ainsi que le Tournugeois et le Clunisois (nuit du lundi 27 au mardi 28 juillet 1789).
L'ensemble du logis seigneurial, la chapelle castrale et le donjon disparurent dans les flammes, mais l'incendie préserva les bâtiments délimitant la basse-cour du château, en particulier les deux tours rondes de l'entrée et les bâtiments contigus.
Le comte de Montrevel ayant été suspecté – à tort – d'avoir émigré, ses biens furent mis sous séquestre par les autorités, parmi lesquels son château de Lugny et les biens en dépendant. Ce qui n'empêcha pas que les ruines de l'ancienne maison-forte servent, à l'occasion, de dépôt de matériaux dans lequel vinrent puiser un certain nombre de Lugnisois.

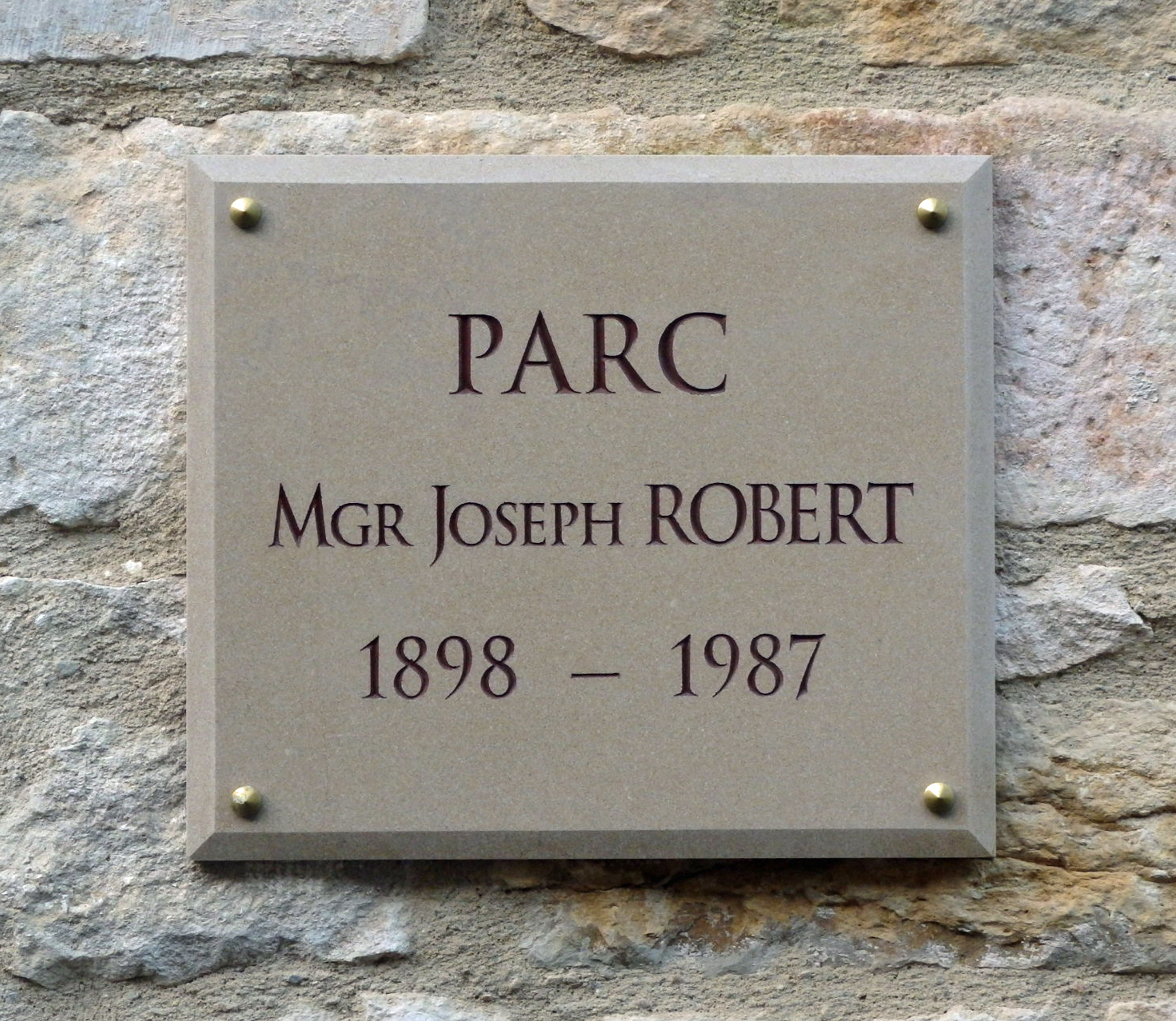
La plaque dévoilée en 2018 à la mémoire de Mgr Joseph Robert à l'entrée du parc du château.

Perdant leur vocation agricole après les désastres subis lors de la Révolution française, les bâtiments qui résistèrent à l'incendie abritèrent d'abord une filature de coton (première moitié du XIXe siècle) puis une fabrique de carreaux de couleur dits « carreaux-mosaïques » (une trentaine d’ouvriers y étaient employés en 1838) ; par la suite y furent successivement installés la gendarmerie (Lugny ayant été érigé en chef-lieu de canton en 1790) puis, vers 1910, le presbytère (qui y demeura jusqu'au milieu des années 1980 et son transfert au no 56 de la rue du Pont).

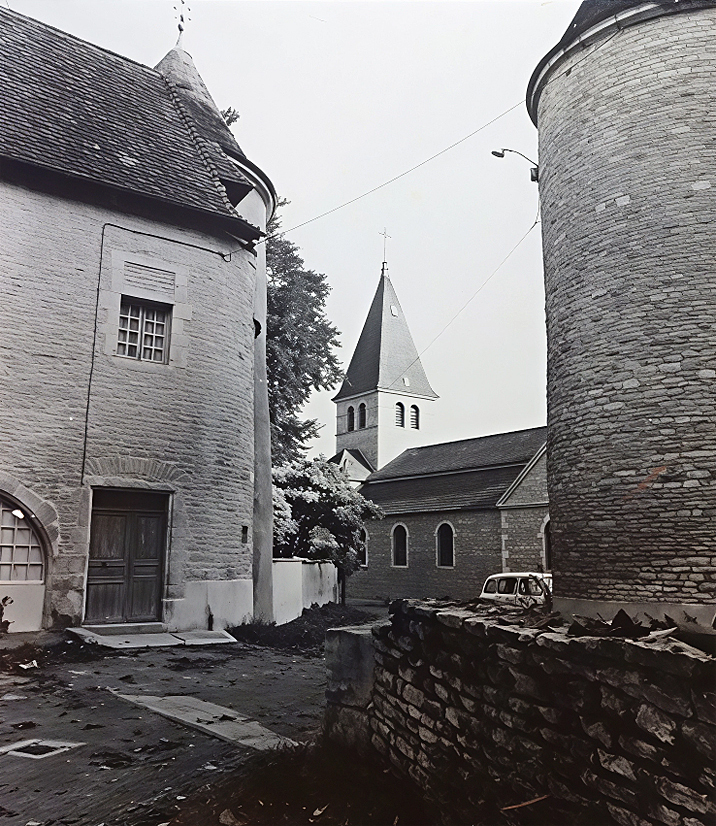
Les tours d'entrée du château de Lugny au début des années 70.

À l'automne 1943, soucieuse de « contenir » les maquis qui se sont fortement développés en Haut-Mâconnais et en Tournugeois depuis l'invasion de la zone libre, l'armée allemande implante une petite garnison à Lugny, qui s'installe au château (commandement) et dans les locaux de la sale des fêtes (hommes de troupe et cantonnement) ; des patrouilles à vélo sillonnent dès lors les villages des environs.

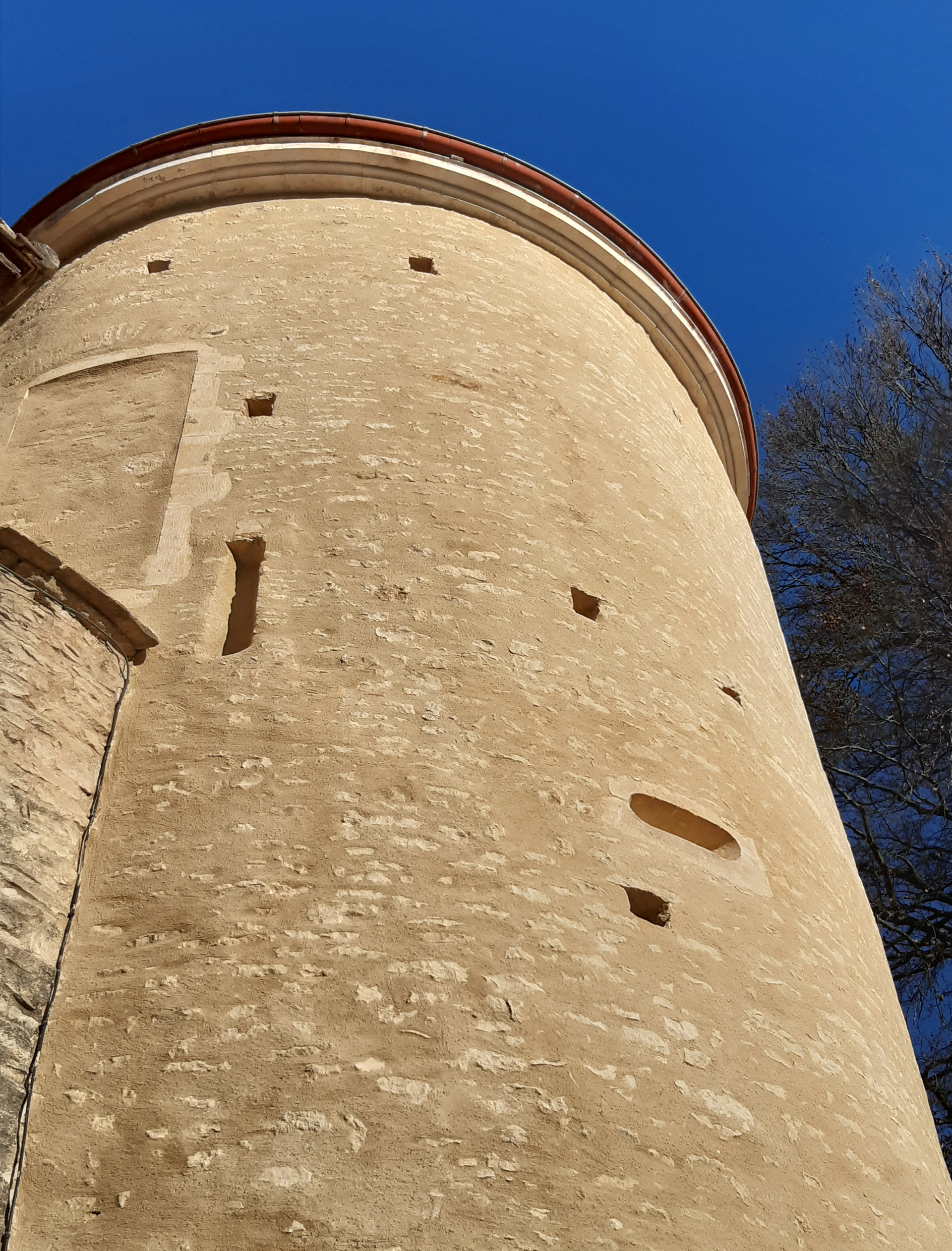
Détail de l'une des tours d'entrée, restaurée en 2020. Ont été retrouvées lors des travaux plusieurs canonnières et l'ouverture qui permettait autrefois d'accéder au passage qui surplombait le pont-levis.

Le château de Lugny, qui fut acheté peu après la Seconde Guerre mondiale (1946) par l'abbé Joseph Robert (1898-1987), curé-archiprêtre de Lugny, est, depuis cette époque, un établissement scolaire : le collège du groupe scolaire privé « La Source ».
Fin 2020, d'importants travaux de rénovation ont été réalisés à l'initiative des Foyers communautaires, association propriétaire des lieux. Des travaux qui ont permis de procéder à la réfection complète de la longue façade donnant sur le parc Mgr Joseph Robert, puis de la tour ronde du XIVe siècle (où plusieurs canonnières ont été mises au jour et désobstruées) et, en dernier lieu, de la façade nord.
En 2021, à l'initiative des Foyers communautaires, les lieux ont, pour la première fois, participé aux Journées européennes du patrimoine, recevant quelque 150 visiteurs au cours de la seule journée du dimanche 19 septembre.
En 2022, à la veille du week-end des Journées européennes du Patrimoine, un panneau explicatif conçu dans le cadre d'un partenariat entre Les Foyers communautaires et Lugny Patrimoine a été dévoilé au pied de l'une des tours d'entrée du château.

## Visite
Le château de Lugny, propriété privée, ne se visite pas.
Les lieux participent toutefois chaque année, depuis 2021, aux Journées européennes du patrimoine, à l'occasion desquelles les Foyers communautaires, association propriétaire, organisent plusieurs visites commentées (135 visiteurs reçus le dimanche 22 septembre 2024).

## Toponymie
L'une des rues du bourg de Lugny, dénommée rue du Château, rappelle le souvenir de l'ancienne maison-forte des seigneurs de Lugny (nom qui lui a été attribué dès le 2e quart du XIXe siècle, période au cours de laquelle furent officiellement nommées par la municipalité l'ensemble des voies publiques desservant les habitations du bourg de Lugny).